# Frank Rose
Francis Leslie Rose FRS (Lincoln, 27 de junho de 1909 – 3 de março de 1988) foi um químico britânico.
Foi eleito Membro da Royal Society em 1957, lendo-se na citação à sua candidatura: "Distinguido por suas pesquisas em química orgânica, com particular referência à quimioterapia. Como lider da Medicinal Chemicals Section da Imperial Chemical Industries Ltd. (Dyestuffs Division) ele, com seu colega Dr. F.H.S. Curd, foi responsável pela brilhante série de pesquisas culminando na descoberta da droga antimalária proguanil. Suas contribuições são reconhecidas pela habilidade em experimentação e pela originalidade de seus conceitos da relação entre estruturas químicas e ação farmacológica, conceitos que pavimentaram a forma de seus inúmeros sucessos no campo da quimioterapia, como por exemplo a síntese do proguanil e do antricide." Recebeu a Medalha Leverhulme de 1975.
Foi feito CBE em 1978.